# Wiktor Narkiewicz
Wiktor Narkiewicz (ur. 17 stycznia 1905 w Łomży, zm. 31 stycznia 1985 w Warszawie) – polski konstruktor lotniczy.

## Życiorys
Syn Eugeniusza i Julii Szawruniewicz (1870-1952), miał dwójkę rodzeństwa - siostrę Marię (1898 - 1980) i brata Stefana (1906 - 1957). Dzieciństwo spędzał w majątku dziadków w Antonowie na Litwie i tam był świadkiem bezkrwawej kraksy samolotu, od której zaczęła się jego fascynacja lotnictwem. Porobił rysunki i opisy wszystkich znalezionych elementów. W Kownie ukończył w 1925 roku polską szkołę i wstąpił na wydział mechaniczny politechniki w Gandawie, gdzie w 1929 r. uzyskał dyplom inżyniera mechanika. W Polsce podjął w grudniu 1929 roku pracę w warszawskiej fabryce Avia, gdzie został kierownikiem biura konstrukcyjnego i wdrażał produkcję polskich silników lotniczych (licencja Wright „Whirlwind” J-5A). Skonstruował i wdrożył między innymi amortyzatory lotnicze, uzyskując patenty na konstrukcję amortyzatora, zawór iglicowy oraz pompkę powietrzną do ładowania amortyzatorów do 80 atm. W amortyzatory jego konstrukcji były zaopatrzone prawie wszystkie polskie samoloty budowane w 1939 roku (PZL.37 Łoś, PZL.23 Karaś, PZL.46 Sum i PZL.50 Jastrząb).
W latach 1931–32 ukończył Szkołę Podchorążych Rezerwy Lotnictwa. W 1934 i 1936 uczestniczył w ćwiczeniach rezerwy. W 1935 został mianowany na stopień podporucznika ze starszeństwem z 1 stycznia 1934 i 53. lokatą w korpusie oficerów aeronautyki. W roku 1936 przebywał w USA, gdzie przy okazji zakupu licencji wszechstronnie zapoznał się z organizacją prac konstrukcyjno-badawczych i organizacją produkcji w przemyśle lotniczym.
W 1939 roku został zmobilizowany i ewakuowany do Rumunii a później do Francji. W okresie od stycznia do maja 1940 roku pracował w biurze konstrukcyjnym wytwórni podwozi lotniczych i instalacji hydraulicznych Olaer w Paryżu, a w maju i czerwcu w firmie Seze w Lyonie. Po upadku Francji przedostał się do Wlk. Brytanii. Otrzymał numer służbowy RAF P-0460 i służył w 315 dywizjonie RAF jako oficer taktyczny. W 1941 roku został przeniesiony do Royal Aeronautical Estabilshment w Farnborough, gdzie zajmował się napędem odrzutowym i rozpracowywał napędy bomby latającej V-1 oraz rakiety V-2. Służbę ukończył w 1945 roku w stopniu majora (Squadron Leader) i wrócił do Polski pierwszym transportem. 
Od dnia powrotu włączył się odbudowę polskiego przemysłu lotniczego, w 1949 roku nostryfikował swój belgijski dyplom na Politechnice Warszawskiej. W styczniu 1946 roku podjął pracę w delegaturze Zjednoczenia Przemysłu Lotniczego w Jeleniej Górze przy zabezpieczaniu na Dolnym Śląsku poniemieckiego sprzętu przemysłu lotniczego, w październiku rozpoczął pracę w Centralnym Studium Samolotów na Okęciu jako konstruktor, a następnie kierownik Działu Silników. Opracował prototypy silnika PZL-A65 oznaczonego też  jako WN-1, przygotowywał produkcję licencyjnego silnika M-11D, M-11FR, zaprojektował i zbudował prototyp 7-cylindrowego silnika WN-2. W połowie 1951 roku został głównym inżynierem zakładu, w 1952 r. był oddelegowany na stanowisko głównego konstruktora do WSK-Kalisz.

Silnik WN-3 w zbiorach Muzeum Lotnictwa Polskiego w Krakowie

W sierpniu 1952 roku rozpoczął pracę w Instytucie Lotnictwa, gdzie skonstruował szereg silników – od WN-3 do WN-7. Szczególnym sukcesem był silnik WN-3 do samolotu TS-8 Bies, który osiągnął w 1957 roku cztery światowe rekordy w swojej klasie: wysokości, prędkości, długotrwałości i długości lotu. W silniku wprowadził szereg nowych rozwiązań: połączenie zaciskowe w wale korbowym, ograniczenie odkształceń tulei cylindrowej i elektronową skrzynię korbową. 31 października 1957 roku został docentem w Instytucie Lotnictwa. Za prace nad WN-3 został w 1956 roku odznaczony Złotym Krzyżem Zasługi. Silnik WN-3 został również zastosowany do napędu samolotu PZL MD-12. Pracował też nad drugim polskim śmigłowcem BŻ-4 Żuk, do którego zarówno zaadaptował silnik WN-3, jak też był pomysłodawcą (patent) i konstruktorem odśrodkowego sprzęgła rtęciowego zastosowanego w tym śmigłowcu.
w latach 1948-1960 prowadził zajęcia dydaktyczne na Politechnice Warszawskiej na Wydziale Mechaniczno-Konstrukcyjnym a następnie Lotniczym. Pracował w Katedrze Silników na stanowisku adiunkta gdzie prowadził prace badawcze i dyplomowe.
W latach 1961–1969 pracował na Katedrze Teorii Maszyn i Mechanizmów gdzie brał udział w opracowaniu automatu do produkcji płyt spilśnionych dla Wytwórni Płyt Pilśniowych w Nidzie, wzorcowej półautomatycznej maszyny obciążnikowej dla Głównego Urzędu Miar. Konstruował również tak różnorodne urządzenia jak m.in. zespół napędowy do pontonów, bęben pamięci magnetycznej (wspólnie z prof. Janem Oderfeldem), urządzenie do profilowania i badania krzywek rozrządu.
1 marca 1966 roku został przeniesiony do Instytutu Lotnictwa, gdzie 1 czerwca 1966 został samodzielnym pracownikiem naukowo-badawczym w Zakładzie Silników Tłokowych. 29 lutego 1972 roku przeszedł na emeryturę, do 31 maja 1980 roku był związany z Instytutem Lotnictwa jako konsultant naukowy. Do 1985 roku współpracował również z Katedrą Teorii Maszyn i Mechanizmów Politechniki Warszawskiej, gdzie był współautorem patentu na maszynę do wzorcowania dynamometrów. Jest autorem wielu brytyjskich i polskich patentów. Biegle posługiwał się językiem francuskim, angielskim i rosyjskim.
Był żonaty z Łucja Żandr (1909 - 1989), z którą miał córkę Joannę (1936 - 2010) i syna Piotra.
Został pochowany na Cmentarzu Komunalnym Północnym w Warszawie. Jego imieniem jest nazwana jedna z warszawskich ulic w pobliżu lotniska Chopina w Warszawie.

## Ordery i odznaczenia
- Krzyż Oficerski Orderu Odrodzenia Polski
- Złoty Krzyż Zasługi
- Odznaka Obserwatora – 19 marca 1933[12]